# Исландская социалистическая партия
Исландская социалистическая партия (ИСП, исл. Sósíalistaflokkur Íslands) — левая социалистическая политическая партия Исландии, основанная в Международный день трудящихся 1 мая 2017 года.
Создателем партии является редактор и писатель Гюннар Смаури, который при создании партии заявил, что она должна быть «защитником наемных работников и всех тех, кто беден, невидим и бессилен. Противниками Исландской социалистической партии являются богатые и те, кто служит их интересам».
Основными пунктами партийной платформы являются:
- «Гуманные условия жизни» в отношении заработной платы, пособий по безработице, пенсий и студенческих ссуд.
- Бесплатная система здравоохранения без дополнительных платежей.
- Укороченный рабочий день.
- Реформа налоговой системы с более высокими налогами для богатых и более низкими налогами для наемных работников.

По словам Гюннара Смаури, партия насчитывает 1400 членов. В начале мая на собрании было выбрано временное правление для подготовки «Социалистического конгресса» осенью 2017 года. Перед Конгрессом партия по жребию выбрала из своих членов четыре комитета, отвечающих за здравоохранение, жильё, социальное обеспечение и демократизацию общества.
Партия не участвовала в выборах в Альтинг 2017 года, поскольку объявила себя «на стадии наращивания», но выставила списки в муниципалитетах Рейкьявика и Коупавогюра на муниципальных выборах 26 мая 2018 года. В Рейкьявике они с 6,4 % голосов получили одно из 23 мест, которое заняла антрополог смешанного исландско-танзанийского происхождения Санна Магдалена Мёртюдоуттир, ставшая самым молодым членом городского совета.
В 2024 году Санна Магдалена Мёртюдоуттир избрана лидером партии и возглавила список партии в избирательном округе Южный Рейкьявик на парламентских выборах 30 ноября 2024 года.